# Schafköpfe
Schafköpfe är en bergstopp i Österrike, på gränsen till Schweiz.   Den ligger i förbundslandet Vorarlberg, i den västra delen av landet, 500 km väster om huvudstaden Wien. Toppen på Schafköpfe är 2 806 meter över havet, eller 90 meter över den omgivande terrängen. Bredden vid basen är 0,94 km. Schafköpfe ingår i Rätikon.
Terrängen runt Schafköpfe är huvudsakligen bergig, men åt nordväst är den kuperad. Närmaste större samhälle är Bludenz, 14,9 km nordost om Schafköpfe. 
Trakten runt Schafköpfe består i huvudsak av gräsmarker. Runt Schafköpfe är det ganska glesbefolkat, med 47 invånare per kvadratkilometer.